# Valencia West
Valencia West – jednostka osadnicza w Stanach Zjednoczonych, w stanie Arizona, w hrabstwie Pima.